# Mallersricht
Mallersricht ist ein Dorf in der Oberpfalz und ein Gemeindeteil von Weiden in der Oberpfalz in Bayern.

## Geografie
An Mallersricht führt östlich in ca. 2,5 Kilometer die Bundesautobahn 93 und in ca. 700 Meter die Staatsstraße 2238 vorbei und das Zentrum von Weiden liegt ca. 3,8 Kilometer nordöstlich vom Dorf entfernt. Unmittelbare Nachbarort sind westlich Trippach und östlich Maierhof. Mallersricht liegt auf einer Höhe von 435 m ü. NHN

## Geschichte

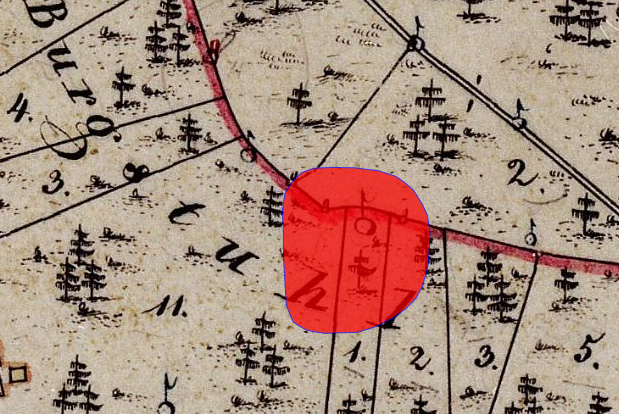
Burgstall Mallersricht

Das Gebiet um Mallersricht (auch Mallersried) war im Mittelalter und in der Frühen Neuzeit in verschiedene Lehen geteilt: die Reichsherrschaft Parkstein, die Paulsdorfer (Reichsafterlehen) und die Waldthurner Lehen. Letztere waren in der Hand der Familie Lobkowitz. 1777 kam das Gebiet zu Kurbayern. Die politische Gemeinde Mallersricht mit den zugehörigen Ortschaften Ziegelhütte, Dürnast und Trippach wurde 1818 durch das Gemeindeedikt in Bayern gebildet. 
Im Jahre 1867 gehörten zur Gemeinde Mallersricht (256 Einwohner, 85 Gebäude) das Dorf Mallersricht (103 Einwohner davon 16 Protestanten, 38 Gebäude), Trippach (110 Einwohner davon 12 Protestanten, 29 Gebäude) und der Weiler Maierhof (43 Einwohner davon 12 Protestanten, 18 Gebäude). Zu dieser Zeit waren die drei Orte zur protestantischen Pfarrgemeinde Neuenkirchen zugehörig.
Am 1. Juli 1972 wurde Mallersricht nach Rothenstadt eingemeindet, die Ortschaften Dürnast und Trippach der aufgelösten Gemeinde Mallersricht kamen zu Weiherhammer.
Rothenstadt wurde am 1. Mai 1978 nach Weiden in der Oberpfalz eingemeindet.